# Космос-2455
Космос-2455 (14Ф138 заводской № 801) — российский спутник радиотехнической разведки серии космических аппаратов «Космос», типа «Лотос-С». Выведен на орбиту ракетой-носителем «Союз-У» 20 ноября 2009 года с пусковой установки № 2 площадки № 16 космодрома Плесецк.
Первоначально запуск «Космоса-2455» планировался на 28 июля 2009 года, однако был отложен из-за неисправности одной из подсистем космического аппарата, после чего спутник был возвращён изготовителю МЗ «Арсенал» в г. Санкт-Петербурге.
Спутник имел упрощённую комплектацию целевых систем. После вывода спутника выяснилось, что у него не функционирует около половины бортовых систем. По данным на сентябрь 2012 года, проблемы с первым спутником, заключавшиеся в неотработанности программного обеспечения КА, были решены и «Лотос-С» функционировал нормально.

## Орбитальные элементы спутника
Первоначально спутник был выведен на орбиту со следующими параметрами:
- Перигей (км) — 210
- Апогей (км) — 929,7
- Период обращения вокруг Земли (мин.) — 95,71
- Угол наклона плоскости орбиты к плоскости экватора Земли — 67,17°

Однако уже 22 ноября 2009 года спутник совершил манёвр, подняв свою орбиту до 215×928 км, на следующий день перешёл на околокруговую орбиту 894×929,2 км, а 26 ноября 2009 года поднял высоту до 905,3×929,5 км.